# Worms: Reloaded
Worms: Reloaded è un videogioco strategico a turni per PC, pubblicato online il 26 agosto 2010, sviluppato da Team17. Riprende caratteristiche dei vecchi episodi della serie quali Worms, Worms 2, Worms Armageddon e Worms World Party, migliorandone la dinamica e la giocabilità.

## Caratteristiche
Worms Reloaded permette di gestire una squadra di vermi armati delle munizioni più disparate e di utilities per muoversi velocemente nella mappa bidimensionale, il terreno di battaglia. Lo scopo del gioco è quello di eliminare la squadra avversaria. Ogni squadra, solitamente formata da quattro vermi per parte, ha un tempo predefinito per compiere una mossa, che, a seconda del grado di esperienza del giocatore che lo manovra, sarà più o meno efficace. Molte delle armi sono influenzate dal vento (variabile di intensità e direzione ogni turno), le mappe sono distruttibili, e a complicare le cose ci si mette pure l'acqua, considerato che i vermi non sanno nuotare.